# 乳頭日本花介
乳頭日本花介（学名：Nipponocythere papillia）为彎貝介科日本花介屬下的一个种。